# Gurre-Lieder
Gurrelieder (Canções de Gurre) é um ciclo de canções composto por Arnold Schönberg (1874-1951) no início da sua carreira. Exige monumental esforço para a sua execução, por isso a sua interpretação é pouco frequente.
Baseado em textos do poeta dinamarquês Jens Peter Jacobsen e traduzido para alemão por Robert Franz Arnold, este oratório com canções para cinco vozes, narrador, coros e orquestra foi composto no primeiro estilo do compositor, antes do dodecafonismo e foi fortemente influenciado por Wagner e Mahler.
A primeira parte foi terminada em 1901 e a segunda em 1911, ambas diferem completamente em estilo mostrando a evolução de Schönberg para a dodecafonia.
Franz Schreker estreou-o em Viena em 1913 e Leopold Stokowski fez o primeiro registo integral em 1932.

## Discografia de referência
- Jeanette Vreeland; Rose Bampton, Paul Althouse, Abrasha Robovsky; Benjamin De Loache Leopold Stokowski, Philadelphia Orchestra, 1932

- Ferry Grüber, Morris Gesell, Richard Lewis, Nell Tangeman, John Riley, René Leibowitz Paris New Symphony Society Orchestra, 1953

- Martina Arroyo, Janet Baker, Alexander Young, Janos Ferencsik, Danish State Radio Symphony Orchestra, Danish Radio C, 1959

- Inge Borkh, Hertha Töpper, Lorenz Fehenberger, Kieth Engen, Lorenz Fiedler, Rafael Kubelík , Orquestra Sinfónica da Rádio da Baviera, 1965

- Marita Napier , Yvonne Minton, Kenneth Bowen, Jess Thomas, Siegmund Nimsgern, Pierre Boulez, London Ph, BBC Choral

- Jessye Norman, Tatiana Troyanos, Werner Klemperer, James McCracken, Seiji Ozawa, Tanglewood Chorus, Boston Symphony Orchestra

- Susan Dunn, Brigitte Fassbaender, Siegfried Jerusalem, Hermann Becht, Hans Hotter, Riccardo Chailly, Berlin Radio Symph. O.

- Eva Marton, Florence Quivar, Gary Lakes, Hans Hotter, Jon Garrison, John Cheek, Zubin Mehta, New York Philharmonic, 1991

- Sharon Sweet, Marjana Lipovsek, Siegfried Jerusalem, Claudio Abbado, A. Schönberg Ch, Slovak Phil Chor, Vienna State Op Chor, VPO

- Deborah Voigt, Jennifer Larmore, Thomas Moser, Bernd Weikl, Kenneth Riegel, K.M.Brandauer, Giuseppe Sinopoli, Dresden Staastkapelle, 1996

- Karita Mattila, Anne Sofie von Otter, Thomas Moser, Philip Langridge, Thomas Quasthoff, Simon Rattle,Berlin Philharmonic, Ernst Senff Choir

- Melanie Diener, Stephen O'Mara, Jennifer Lane, David Wilson-Johnson, Martyn Hill, Ernst Haefliger, Robert Craft, Philharmonia Orchestra,

- Melanie Diener, Charlotte Hellekant, Nikolai Schukoff, Francisco Vas, José Antonio López, Barbara Sukowa, Josep Pons, Jovem Orquestra Nacional de Espanha e Catalunha, Cor Lieder Càmera,  Cor Madrigal, Orfeão Catalão, Polifónica de Puig-reig 2008 DVD - Deutsche Grammophon